# 富山市立大広田小学校
富山市立大広田小学校（とやましりつ おおひろたしょうがっこう）は、富山県富山市田畑清風台にある公立小学校である。全校児童は540人（2006年9月1日現在）。

## 概要
- 大広田地区に住んでいる小学生が通う。
- 卒業すると富山市立北部中学校へ進学する児童がほとんどである。

## 沿革
個別に出典が提示されていない箇所の出典→。
- 1873年5月1日 - 広運小学校として開校（下等小、4年制）。
- 1887年4月1日 - 森簡易小学校開設。広運小学校は大村尋常小学校大村簡易小学校と改称。
- 1901年9月1日 - 大村、森の2校を合併し、大広田尋常小学校開設。
- 1908年3月20日 - 校舎竣工落成。
- 1922年4月1日 - 大広田尋常高等小学校と改称。
- 1926年 - 屋内体操場（講堂）落成。
- 1928年12月19日 - 校旗を樹立。
- 1929年 - 校舎増築（中館東側2教室）。
- 1935年 - 校舎増築（中巻西側4教室）。
- 1940年 - 富山市立大広田尋常高等小学校と改称。
- 1941年4月1日 - 大広田国民学校となる。
- 1942年 - 運動場敷地拡張。
- 1945年
  - 7月26日 - 米軍の空襲を受け、校舎の窓ガラスが割れる。[要出典]
  - 同年中 - 校舎増築（東側6教室）。
- 1947年 - 現在の富山市立大広田小学校と改称。
- 1951年2月 - 校歌制定、校舎増築（中館2教室）。
- 1954年 - 富山市立萩浦小学校開校により西部8町の1～5年生を移籍。
- 1955年10月 - 国旗掲揚塔竣工。
- 1960年3月12日 - 屋内運動場（体育館、平屋建て627m2、鉄筋コンクリートアルミ瓦葺）新築[2]。
- 1966年 - 校舎新築第1期工事完成（前館）
- 1968年 - 校舎新築第2期工事完成（後館）
- 1976年11月1日 - 広運交通公園完成。
- 1977年8月6日 - 学校開放照明灯4基設置。
- 2001年4月 - いそなみ級を開設する。[要出典]
- 2004年7月12日 - 現校舎の新築工事が開始される。これは校舎の老朽化と国道415号の拡張工事のため新築移転が必要となったためである[3]。
- 2006年3月26日 - 旧校舎から北に約1kmの場所で建設されていた現校舎の竣工式を挙行。現校舎は太陽光発電装置で校舎内の電力を補う装置やランチルーム、広く作った廊下（オープンスペース）などを備える[4]。
- 2026年4月1日 - 富山市立浜黒崎小学校を統合する予定[5]。

## 特徴
- 校区内に不二越と三菱ケミカルの工場がある。

## 構造

### 旧校舎
東西に延びた校舎が南北に2つあり、どちらも2階建てである。北の校舎を後館、南の校舎を前館と呼ぶ。2つの校舎は2つの渡り廊下で結ばれていた。体育館は、前館の東にあり、2つの廊下が結んでいた。前館と後館との間の2つの渡り廊下の中に中庭があった。グラウンドは前館の南にあった。プールを利用するには校舎前の市道を横断しなければいけなかった。

### 新校舎
旧校舎と同じ2階建てであるが、校長室や職員室などの中央館を中心として、3つ（北館、西館、東館）に校舎が枝分かれしている。中央館にはエレベーターがある（児童は使用禁止。よほどのことがない限り使用されない）。プールは校内に設置され、ビオトープもある。

## 行事
- 4月 - 着任式、始業式、入学式、健康診断、前期児童会発会式、家庭訪問
- 5月 - 5年生宿泊学習（富山市こどもの村）
- 6月 - 6年生宿泊学習（国立立山青少年自然の家）、4年生宿泊学習（呉羽少年自然の家）、プール開き
- 7月 - 3〜6年生　海岸清掃（大村海岸）、終業式
- 9月 - 始業式、富山市小学校連合運動会（6年生 場所富山県総合運動公園陸上競技場）
- 10月 - 後期児童会発会式　第一区域音楽会（3年生 会場 大広田小学校）、校内学習発表会、学習発表会、バザー
- 11月 - 祖父母参観
- 12月 - 個別懇談会、赤い羽根共同募金（ボランティア委員会）、終業式
- 1月 - 始業式、書初め大会、計算大会、大縄記録会、スキー学習（5・6年生　場所らいちょうバレースキー場）
- 2月 - 漢字大会
- 3月 - 卒業式、修了式、離任式

- 毎月　避難訓練
- 毎週　環境活動

## 委員会
5、6年生が対象で、次の11の委員会から成る（五十音順）
- 運営委員会
- 運動委員会
- 給食委員会
- 広報委員会
- 飼育栽培委員会
- 集会委員会
- 情報委員会
- 図書委員会
- 美化委員会
- 保健委員会
- ボランティア委員会

## クラブ活動
4〜6年生が対象で、次のクラブがある（平成18年度）
- ボールゲームクラブ
- アスレチッククラブ
- バドミントンクラブ
- ゲートボールクラブ
- ビーチボールクラブ
- 昔の遊びクラブ
- 手芸クラブ
- イラストクラブ
- 大広田探検クラブ
- コンピュータクラブ
- ブラスバンドクラブ
- 科学クラブ
- 茶道クラブ
- 手話クラブ
- テーブルゲームクラブ
- 演劇クラブ
- 書道クラブ
- 料理クラブ

## 周辺
- 国道415号線
- あいの風とやま鉄道東富山駅